# Potamos tou Kambou
Potamos tou Kambou (griego: Πoταμός του Κάμπου, turco: Yedidalga) es un pueblo en la isla de Chipre, ubicado en el distrito de Nicosia. Está dentro del sector controlado por la República Turca del Norte de Chipre. Su nombre en griego significa "río del campo". En 1975, los turcochipriotas lo llamaron Yedidalga ("siete olas").
En 2006 contaba con 775 habitantes.